# إنريكي هيدالغو
إنريكي هيدالغو (بالإسبانية: Enrique Hidalgo)‏ هو نحات وموسيقي وملحن وشاعر فنزويلي، ولد في 10 مارس 1942.

## روابط خارجية
- إنريكي هيدالغو على موقع ميوزك برينز (الإنجليزية)